# Luchthaven Tamale
Luchthaven Tamale (IATA: TML, ICAO: DGLE) is een luchthaven in Tamale, Ghana.
De luchthaven is geüpgraded naar een internationale status. (verliep in 2 fases)
De luchthaven heeft een jaarlijkse passagierdoorvoercapaciteit van 400.000.

## Infrastructuur
-1 hoofdgebouw (2 gates) + 1 terminal gebouw met 2 gates.
-Elk gebouw heeft 1 instapgate.
-1 landingsbaan van 2438m (na fase1 van de 'upgrade' werd de landingsbaan 3940m met luchtvaartgrondverlichtingssystemen).
-Vernieuwde taxibaan
-Vernieuwd platform

## Luchtvaartmaatschappijen en bestemmingen
- Antrak Air - Accra
- CTK - CiTylinK - Accra